# Andrew Murrison
Andrew William Murrison, né le 24 avril 1961 à Colchester, est un médecin, officier de marine et homme politique britannique.
Après avoir été député du Parti conservateur pour Westbury de 2001 à 2010, aux élections générales de 2010, il est élu pour le nouveau siège du sud-ouest du Wiltshire couvrant une grande partie de la même région, dont les villes de Trowbridge, Warminster et Westbury.
Le 12 juillet 2017, Murrison est élu président de la commission des affaires d'Irlande du Nord .
Le 9 mai 2019, il est nommé ministre d'État au ministère du Développement international et ministre du Moyen-Orient au ministère des Affaires étrangères, poste qu'il occupe jusqu'au remaniement de février 2020. Il est nommé au Conseil privé en 2019.

## Jeunesse
Fils de William Gordon Murrison et Marion Murrison, Murrison est né à Colchester et grandit à Harwich, Essex, où il fréquente le Harwich High School local (maintenant Harwich and Dovercourt High School) et le Britannia Royal Naval College, Dartmouth .

## Carrière médicale et navale
Grâce à une bourse de la Royal Navy, Murrison obtient son diplôme de médecin à la faculté de médecine de l'Université de Bristol en 1984. Il détient les diplômes de MD, MB ChB.
Jusqu'en 2000, il sert dans la Royal Navy en tant que médecin militaire basé à Fareham et a prend sa retraite avec le grade de chirurgien-commandant. Au cours de sa carrière navale, il est registraire de recherche honoraire au Southampton General Hospital et passe un an en tant qu'étudiant de troisième cycle à Hughes Hall, Cambridge, obtenant un diplôme en santé publique. À partir de 2000, il travaille comme médecin généraliste suppléant dans le Wiltshire et en tant que consultant au Gloucestershire Royal Hospital.
En 2003, en tant qu'officier de réserve naval, il est rappelé pour servir en Irak pour une période de service de six mois. En septembre et octobre 2008, il prend part à l'exercice Apollo, basé à la RAF Akrotiri à Chypre, pour rafraîchir ses compétences, notamment pour faire face aux victimes de combats.

## Carrière politique
Avant d'entrer en politique à plein temps, Murrison est membre du groupe Bow, assistant de Sir Peter Lloyd (le député de sa circonscription d'origine, Fareham), puis de 1999 à 2000 assistant de Lord Freeman, qui sélectionnait les candidats parlementaires potentiels .
En septembre 2000, Murrison est choisi comme candidat conservateur potentiel pour la circonscription de Westbury dans le West Wiltshire et en juin 2001, il est élu député de la circonscription. Il est nommé au comité restreint des sciences et de la technologie de la Chambre des communes et au comité permanent du projet de loi sur la réforme du NHS.
Lors de l'élection à la direction des conservateurs en 2001, Murrison soutient Michael Portillo.
En novembre 2003, Murrison est nommé ministre fantôme de la santé, tout en s'intéressant activement à la politique de défense.
Il est réélu au Parlement lors des élections générales de mai 2005 et nommé ministre de la Défense fantôme.
En 2005, il se prononce au Parlement contre l'union militaire européenne, déclarant que « la menace que la force euro proposée pourrait représenter pour l'une des organisations de l'après-guerre les plus réussies, l'OTAN, et pour notre relation symbiotique avec les États-Unis, n'a certainement pas été suffisamment explorées ».
La circonscription de Murrison à Westbury est abolie à la fin du Parlement de 2005 à 2010, mais il est le candidat du parti conservateur pour la nouvelle circonscription de South West Wiltshire, qui comprend la majeure partie de son ancienne circonscription, et est élu le 6 mai 2010. En 2012, il est nommé ministre de la Stratégie de sécurité internationale auprès du ministre de la Défense. En juillet 2014, il est ministre d'État à l'Irlande du Nord. Il est Ministre d'État au Développement international du 9 mai 2019 au 13 février 2020. Il est Sous-secrétaire d'État parlementaire à la Défense, aux Anciens combattants et aux Familles militaires depuis le 30 octobre 2022 dans le gouvernement Sunak.

## Famille
Murrison est marié à Jennifer (Jenny) Munden, une physiothérapeute. Ils ont cinq filles et vivent près de Mere dans le Wiltshire.

## Publications
- Andrew Murrison, Tommy This an' Tommy That : The military covenant, Biteback Publishing, 31 octobre 2011, 320 p. (ISBN 978-1-84954-255-5, lire en ligne)
- Andrew Murrison, Redemption, Endeavour Press, 19 avril 2017, 280 p. (ISBN 978-1-5213-1825-6, lire en ligne)